# Delos (slak)
Delos is een geslacht van weekdieren uit de klasse van de Gastropoda (slakken).

## Soorten
- Delos (Hebredelos) haasi Solem, 1959
- Delos coresia (Gray, 1850)
- Delos jeffreysiana (L. Pfeiffer, 1853)
- Delos regia Climo, 1973
- Delos striata Climo, 1973